# Virág Simon
Virág Simon (* 13. März 2002) ist eine ungarische Leichtathletin, die sich auf den Sprint spezialisiert hat.

## Sportliche Laufbahn
Erste internationale Erfahrungen sammelte Virág Simon beim Europäischen Olympischen Jugendfestival (EYOF) 2017 in Győr, bei dem sie mit 25,34 s im Halbfinale im 200-Meter-Lauf ausschied und  der ungarischen 4-mal-100-Meter-Staffel zum Finaleinzug verhalf. Im Jahr darauf schied sie bei den U18-Europameisterschaften ebendort mit 24,86 s in der ersten Runde über 200 Meter aus und belegte mit der Sprintstaffel (1000 Meter) in 2:12,33 min den sechsten Platz. 2019 wurde sie bei den Europaspielen in Minsk in 3:25,01 min 20. in der Mixed-Staffel über 4-mal 400 Meter und im Juli verpasste sie bei den U20-Europameisterschaften in Borås mit 3:41,23 min den Finaleinzug mit der Frauenstaffel über dieselbe Distanz. 2023 wurde sie bei der 2. Liga der Team-Europameisterschaft im Rahmen der Europaspiele in Chorzów in 3:17,42 min Fünfte im A-Lauf der Mixed-Staffel. Anschließend kam sie bei den U23-Europameisterschaften in Espoo mit 54,46 s nicht über die Vorrunde im 400-Meter-Lauf hinaus und im Jahr darauf schied sie mit der Frauenstaffel bei den Europameisterschaften in Rom mit 3:31,28 min im Vorlauf aus. 2025 schied sie bei den World University Games in Bochum mit 54,46 s im Halbfinale über 400 Meter aus und belegte mit der Mixed-Staffel in 3:21,52 min den sechsten Platz.
In den Jahren 2021 und 2023 wurde Simon ungarische Meisterin in der 4-mal-100-Meter-Staffel sowie von 2021 bis 2023 auch über 4-mal 400 Meter. Zudem wurde sie von 2022 bis 2025 Hallenmeisterin in der 4-mal-400-Meter-Staffel.

## Persönliche Bestleistungen
- 400 Meter: 53,58 s, 29. Juni 2024 in Budapest
  - 400 Meter (Halle): 54,60 s, 18. Februar 2023 in Nyíregyháza